# Швеція на зимових Олімпійських іграх 1976
Швеція брала участь у Зимових Олімпійських іграх 1976 року в Інсбруку (Австрія) удванадцяте за свою історію, і завоювала дві бронзові медалі. Збірну країни представляли 39 спортсменів (30 чоловіків та 9 жінок) у 7 видах спорту.

## Бронза
- Гірськолижний спорт, Гігантський слалом, чоловіки — Інгемар Стенмарк.
- Лижні перегони, 50 км, чоловіки — Бенні Седергрен.